# Marianne Trotter
Pour les articles homonymes, voir Trotter.
Marianne ou Marie Anne Trotter (vers 1752 - 1777) est une artiste peintre et graveuse irlandaise,.

## Biographie
Marianne Trotter est née Marianne Hunter, probablement en 1752. Son père est le portraitiste Robert Hunter. 
Elle est la femme du peintre John Trotter, qu'elle épouse en décembre 1774. Le couple a deux filles, elles aussi artistes, Eliza H. et Mary,.
La première peinture connue qu'elle expose est un autoportrait présenté à la Society of Artists en 1765, alors qu'elle n'a que 13 ans. Celle-ci est décrite comme « son premier essai en couleurs ». La Dublin Society lui décerne quatre prix pour ses portraits et ses peintures d'histoire. Il semble qu'elle a travaillé en partenariat avec son mari, travaillant de leurs studios à Stafford Street Dublin, et, plus tard, Jervis Street et Britain Street. Elle expose en tant que Mme Trotter entre 1775 et 1777. Elle meurt en 1777.